# Juan Fernando López Aguilar
Juan Fernando López Aguilar (ur. 10 czerwca 1961 w Las Palmas de Gran Canaria) – hiszpański polityk i prawnik, były minister sprawiedliwości, deputowany do Parlamentu Europejskiego VII, VIII, IX i X kadencji.

## Życiorys
Studiował prawo na Uniwersytecie w Grenadzie i na Uniwersytecie Complutense w Madrycie. Doktoryzował się na Uniwersytecie Bolońskim. W 1993 został profesorem prawa konstytucyjnego na Universidad de Las Palmas de Gran Canaria.
W 1983 przystąpił do Hiszpańskiej Socjalistycznej Partii Robotniczej (PSOE). Od 1990 pełnił funkcję doradcy ministra sprawiedliwości, później do 1996 był dyrektorem biura ministra w resorcie administracji publicznej i edukacji. Od 1996 był wybierany na posła do Kongresu Deputowanych.
18 kwietnia 2004 objął urząd ministra sprawiedliwości w pierwszym rządzie José Luisa Zapatero. Zrezygnował z tego stanowiska 12 lutego 2007, aby poświęcić się kampanii wyborczej na Wyspach Kanaryjskich. Prowadzona przez niego PSOE wygrała wybory regionalne, jednak większościową koalicję zawiązały Koalicja Kanaryjska i Partia Ludowa, a premierem Wysp Kanaryjskich został Paulino Rivero.
W tym samym roku Juan Fernando López Aguilar objął funkcję sekretarza generalnego socjalistów w tym regionie. W 2008 został członkiem Zgromadzenia Parlamentarnego Rady Europy. W wyborach w 2009 z ramienia PSOE uzyskał mandat posła do Parlamentu Europejskiego. W PE przystąpił do grupy Postępowego Sojuszu Socjalistów i Demokratów, wybrano go też na przewodniczącego Komisji Wolności Obywatelskich, Sprawiedliwości i Spraw Wewnętrznych. W 2014, 2019 i 2024 był wybierany na kolejne kadencje Europarlamentu.